# 진짜가 나타났다!
《진짜가 나타났다!》는 2023년 3월 25일부터 2023년 9월 10일까지 방송된 KBS 2TV 주말 드라마이다.

## 기획 의도
배 속 아기 ‘진짜’를 둘러싼 미혼모와 비혼남의 가짜 계약 로맨스 이야기로 임신-출산-육아를 통해 ‘애벤져스’로 거듭나는 이들 가족의 좌충우돌 성장기를 담은 휴머니즘 가족 드라마

## 제작진

### 제작
- 조윤정

### 제작 총괄
- 안수진
- 최재순

### 극본
- 조정주 : 저서 《공주의 남자Ⅰ, Ⅱ, Ⅲ》(집필), 저서 《너도 인간이니? Ⅰ, Ⅱ》(집필), KBS 2TV 드라마시티 《쉿! 거기, 천사》(집필), KBS 2TV 수목 드라마 《파트너》(공동 집필), KBS 2TV 수목 드라마 《공주의 남자》(집필), KBS 1TV 일일 드라마 《힘내요 미스터 김》(집필), KBS 2TV 월화 드라마 《너도 인간이니?》(집필) 집필

### 연출
- 한준서 : KBS 2TV KBS 일요베스트 《다향》(연출), KBS 1TV 일일 드라마 《정 때문에》(공동 연출), KBS 2TV 청소년 드라마 《학교 2》(공동 연출), KBS 1TV 대하 드라마 《불멸의 이순신》(공동 연출), KBS 2TV 특집 드라마 《도망자 이두용》(연출), KBS 2TV 수목 드라마 《경성스캔들》(연출), KBS 2TV 월화 드라마 《강적들》(연출), KBS 2TV 주말 드라마 《내 사랑 금지옥엽》(CP), KBS 2TV 아침 드라마 《아내와 여자》(CP), KBS 2TV 월화 드라마 《부자의 탄생》(CP), KBS 2TV KBS 드라마 스페셜 연작 시리즈 《특별수사대 MSS》(연출), KBS 2TV KBS 드라마 스페셜 연작 시리즈 《강철본색》(연출), KBS 2TV KBS 드라마 스페셜 《남자가 운다》(연출), KBS 2TV KBS 드라마 스페셜 《클럽 빌리티스의 딸들》(연출), KBS 1TV TV 문학관 《사랑방 손님과 어머니》(연출), KBS 2TV 주말 드라마 《사랑은 뷰티풀 인생은 원더풀》(연출) 연출

## 등장 인물
- (†) 표시는 드라마 상에서 최종적으로 사망한 인물이다.
- 주연은 볼드체로 표시

### 주요 인물
- 백진희: 오연두(33세) 역 - 태경의 아내이자 하늘이 엄마. 준하의 전 연인. 인터넷 강의 국어영역 전문 강사, 인강계의 슈퍼루키. 어려운 가정환경을 특유의 긍정 마인드로 이겨내 온 K-장녀. 집념, 근성, 깡까지 모두 갖춘 생존 만렙 능력자. 이제 겨우 집안도 살만해졌고, 결혼을 생각할 만큼 능력 있는 남자친구도 생겼고, 곧 1타 강사가 될 정도로 탄탄한 커리어도 쌓았다. 승승장구할 일만 남은 연두 앞에 새로운 딜레마가 놓인다. 혼. 전. 임. 신!
- 안재현: 이태경→공태경(34세) 역 - 연두의 남편이자 하늘이 새아빠. 공산부인과 난임 클리닉에 재직 중인 실력파 산부인과 전문의, 그러나 실상은 미운 오리 새끼. 보여주기식 가족애에 지쳤다. 외로움에 익숙해진 나머지 이제 외로움이 무엇인지조차 모르겠다. 혼자 살다 혼자 죽는, 우아한 고독사를 꿈꾸는 예외 없는 비혼주의자.
- 차주영: 장세진(34세) 역(아역: 채수아) - NX그룹 비서실장 → 해고, 탁월한 업무능력으로 회장 찬식을 보좌하는 일뿐 아니라 회장 일가의 신임까지 받고 있는 인재. 과거 금수저였던 세진은, 빛나던 그때로 돌아갈 날을 꿈꾸며 날카로운 발톱을 숨기고 있다. 자신이 태경의 첫사랑이라는 사실을 이용해 금빛 동아줄을 잡으려 한다.
- 정의제: 김준하(34세) 역(1회~4회, 21회~50회) - 연두의 전 연인이자 하늘의 친부, 죽은 명희의 양아들이자 에카의 양동생. 투자 전문가. NX그룹 대표 → 해고. 주식 투자 열풍을 타고 각종 매체에 멘토로 출연하면서 인플루언서가 되었다. 결혼 역시 일종의 투자라고 생각했던 그에게 연두는 안정적인 투자처다. 하지만 도박을 걸어보고 싶은 여자를 만나게 되면서 변심한다.

### 태경네
- 강부자 : 은금실(80세) 역 - 태경의 의붓할머니, 찬식과 죽은 딸기(신명희)의 어머니, 에카의 외할머니이자 준하의 양외할머니. 맹물에 빨간 물감 탄다고 피가 될 일 없다고 믿는 순수 혈통주의자. 새 며느리가 데리고 들어온 태경이 우리 집 친손주들 밥그릇 뺏을까 늘 경계한다. 철옹성 같은 고집으로 자신의 뜻을 따르게 하는 집안의 실세. 하지만 남들은 절대 모르는 여린 구석도 있다.

- 홍요섭(1회~15회)→선우재덕(17회~50회): 공찬식(64세) 역 - 죽은 명희의 친동생이자 태경의 새아버지, 에카의 외삼촌이자 준하의 양외삼촌. NX그룹의 회장, 아내와 사별한 뒤, 첫사랑 인옥과 다시 만나 재혼했다. 태경의 문제로 갈등하는 고부 사이에서 갈등하는 현실주의자이자, 그래도 언젠가 가족 모두가 화합할 거라 믿는 이상주의자. 수정과 연두의 시아버지. 현우의 장인.

- 차화연 : 이인옥(59세) 역 - 태경의 어머니, 에카의 외숙모이자 준하의 양외숙모. 애창곡 사랑밖에 난 몰라. '사랑'을 인생 최고의 덕목으로 생각하는 낭만주의자. 미혼모로 태경을 낳은 것도, 반대를 무릅쓰고 찬식과 결혼한 것도 사랑 때문이다. 하지만 아들에 대한 사랑과 남편에 대한 사랑 사이에서 늘 갈등한다. 여자 이인옥은 찬식을 위해 온갖 수모를 참을 수 있지만, 엄마 이인옥은 태경을 위해 참지 않고 맞선다. 수정과 연두의 시어머니. 현우의 장모.

- 최대철 : 공천명(39세) 역 - 찬식의 첫째 아들, 태경의 형. NX그룹의 재무팀 전무이사. 다 수저빨(?)이다. 무능해서 정공법보다 모략에 능한 자. 현재 난임으로 고전 중. 하지만 아내 사랑은 그 누구보다 넘쳐흐르는 애처가. 자신을 위해 애쓰는 수정을 위해서라도 후계자가 되어야 하는 야심가다.

- 윤주희 : 염수정(35세) 역 - 천명의 아내, 든든한 집안을 배경 삼아 콧대가 높다. 시어머니마저 은근히 부려먹는다. 하지만 남편을 위해서라면 뭐든 할 수 있는 든든한 서포터. 모자란 천명을 사랑 하나로 포용하는 지독한 평강공주. 천명과 자신을 꼭 닮은 아이를 낳는 게 평생소원이다.

- 최자혜 : 공지명(37세) 역 - 찬식의 둘째 딸이자, 태경의 누나, 유명의 친언니.현우의 아내이자 원의 엄마. NX그룹의 재무팀 상무이사. 까칠하지만 유능한 커리어 우먼. 무능한 천명을 제치고 NX그룹의 주인이 되고 싶다. 자신보다 일이 중요한 워커홀릭. '엄마'와 거리가 멀다. 친엄마와도 어색했고, 새엄마는 인정하지 않으며, 스스로도 엄마와 어울리지 않는 사람이라 생각한다.

- 김사권 : 차현우(37세) 역 - 지명의 남편이자 원의 아빠, 태경과도 대학 선후배 사이. 지금은 공산부인과 원장. 아내 성을 따서 병원을 차렸다. 처가살이를 자처할 만큼 사랑꾼. 그러나 가정에 소홀한 지명 탓에 그 사랑이 자꾸 바래져 간다. 단란한 가족이란 꿈을 지명과 이룰 수 없을 것 같아 좌절한다.

- 유재이 : 공유명(26세) 역(7회~50회) - 찬식의 막내 딸이자 천명과 지명 친동생,태경의 의붓동생, 수정과 연두의 손아래 시누이.제이의 전 연인. 동욱의 연인. 전형적인 부잣집 막내 딸. 반골 기질 다분한 철없는 사고뭉치. 하지만 확고한 소신이 있다. 맞는 말을 잘하고 쉽게 굴하지 않는다. 한 번 꽂히면 가야 한다. 그것이 모두가 말리는 길이라도. 포기를 모르는 불꽃여자!

- 미상 : 차원 역(34회~50회) - 지명과 현우의 아들, 천명&태경&유명의 조카. 금실의 증손자. 찬식과 인옥의 외손자.

- 채민희 : 김에카 역 - 공딸기(신명희)의 딸, 준하의 양누나, 금실의 외손녀. 성당 수녀.(42회~49회)

- 미상 : 공찬식의 전부인 역

### 연두네
- 김혜옥: 강봉님(59세) 역 - 연두와 동욱의 엄마, 대상의 누나, 하늘의 외할머니, 수겸의 친할머니. 전직 마트 캐셔. 현재는 찜닭 체인점 오픈 준비 중. '학교 다녀오겠습니다!' 요즘 가장 설레는 일은 아침마다 등교하는 일. 대안학교 <올드 스쿨>의 자타공인 모범생이기도 하다. 똑 부러지게 할 말 하는 성격에 자식일이라면 물불 가리지 않는 대한민국 대표 엄마상.
- 류진: 강대상(43세) 역 - 연두와 동욱의 외삼촌, 봉님의 동생, 수겸의 진외종할아버지, 하늘의 외종할아버지.생긴 건 멀쩡한데 생긴 것만 멀쩡하다. 빈틈이 많고 어딘가 허술하다. 하지만 천성은 착해서 미워할 수가 없는 집안의 애물단지 같은 인물이다. 다행히 손맛도 좋고, 손끝도 야무져 바쁘게 사는 누나와 조카들을 대신해 연두네 집안일을 도맡고 있다.
- 최윤제: 오동욱(25세) 역 - 연두의 남동생, 수겸의 아빠, 하늘의 외삼촌. 송이의 전 연인. 유명의 연인. 서울 4년제 대학교 경영학과 재학 중. 출중한 외모 덕에 이성으로부터 인기가 많다. 하지만 연애엔 도통 관심이 없다. 동욱의 마음을 독차지한 건 일곱 살 딸 수겸이기 때문. 물밀듯이 밀려오는 여자들의 관심에 철벽 치는데 도가 텄다. 유명한 철벽남.
- 정서연: 오수겸(7세) 역 - 봉님의 손녀, 연두의 조카, 동욱과 송이의 친딸, 하늘의 외사촌언니. 아동복 코디 인플루언서. 귀여움과 사랑스러움이 타고 났다. 하루 종일 인터넷을 달고 산다. 얼른 초등학생이 되어서 내 핸드폰, 내 노트북을 갖고 싶은 게 가장 큰 소원이다. 아빠가 만들어준 계정으로 올린 수겸이의 오늘의 코디는 늘 조회 수와 '좋아요' 대폭발!
- 안솔: 오하늘 → 김하늘 → 공하늘 역(1세, 34회~50회) - 연두의 딸, 태경의 의붓딸, 준하의 친딸, 봉님의 외손녀, 동욱의 조카, 수겸의 사촌동생.

### 세진네
- 김창완: 장호(64세) 역 - 세진의 아버지, <올드 스쿨>의 교장 선생님. 인정이 많고 경우가 바른 사람이다. 다른 사람에게 폐 끼치는 것을 꺼려한다. 사학재벌 외아들로 태어났지만 돈을 버는 일에는 관심이 없다. 아는 것을 나누는 일에서 기쁨을 느낀다. 그러느라 있는 재산을 다 말아먹었다. 아내 화자와 딸 세진은 이런 호의 삶을 이해하지 못한다.

- 이칸희: 주화자(55세) 역 - 세진의 엄마, 태생적으로 주목받는 걸 좋아하며 허영과 사치가 심하다. 물욕이 심하고 염치가 없는 편이다. 돈 무서운 줄 몰라 갚을 대책도 없이 빚을 쉽게 진다. 현실감각이 없는데다 생활력은 제로다. 딸 세진이 부잣집 도련님과 결혼해 남은 인생 돈 걱정 없이 살게 해주길 바라고 있다.

### 그 외 인물
- 이숙: 강봉님이 다니는 올드 스쿨의 학생 역
- 김추월: 강봉님이 다니는 올드 스쿨의 학생 역
- 성혁: 연상훈 역 - 지명의 직속 후배로, 입사 이후 본인의 멘토가 된 지명을 짝사랑하는 인물(14회~34회)
- 정소영: 선우희 역 - 홍준의 어머니. 대상의 첫사랑, 후에 천명ㆍ수정 부부에게 사기를 친것이 들통난 후 대상에게 헤어짐을 통보받는다. 그리고 버스에서 연두를 우연히 마주치고, 그녀의 출산을 돕게 된다. 1년이 지나고 하늘이를 함께 키우며 아파트에서 지내고 있었으며 연두가 대상의 조카인 걸 알게 된 후 연두에게 진실을 밝히고 그녀의 곁을 떠났다. 현재 자신의 아들인 홍준의 병 간호에 힘쓰고 있다.(16회~50회)
- 장재하: 임홍준 역 - 희의 아들, 소아백혈병으로 인해 병원에 입원했다가 퇴원했다.(16회~50회)
- 윤아정: 한미연 역 - 약사, 아름의 어머니.(18회~34회)
- 박정언: 전문의 역 - 천명, 수정 부부가 상담 받은 난임클리닉 전문의.
- 김남진: 강봉님이 다니는 올드 스쿨의 학생 역
- 민채은: 송송이 역 - 동욱의 전 연인이자 수겸의 친모, 수겸과 유명이 단골로 들리는 카페 사장.(35회~50회)
- 최윤제: 제이 역
- 장재하: 임홍준/강홍준 역

### 특별 출연
- 차민지: 진수지 역 - 태경의 전 여친이자 아나운서.(1회)

## 시청률
최저 시청률과 최고 시청률은 시청률 조사회사와 지역별로 시청률에 차이가 있을 수 있습니다.
| 2023년 | 2023년   | 2023년         | 2023년         | 2023년       | 2023년 |
| 회차   | 방송일   | TNMS 시청률    | AGB 시청률     | AGB 시청률   |        |
| 회차   | 방송일   | 대한민국(전국) | 대한민국(전국) | 서울(수도권) |        |
| ------ | -------- | -------------- | -------------- | ------------ | ------ |
| 제1회  | 3월 25일 | 13.7%          | 17.7%          | 16.3%        |        |
| 제2회  | 3월 26일 | 17.1%          | 20.8%          | 18.8%        |        |
| 제3회  | 4월 1일  | 12.9%          | 18.1%          | 16.4%        |        |
| 제4회  | 4월 2일  | 16.6%          | 19.5%          | 17.9%        |        |
| 제5회  | 4월 8일  | 13.5%          | 16.5%          | 15.3%        |        |
| 제6회  | 4월 9일  | 17.3%          | 20.1%          | 18.1%        |        |
| 제7회  | 4월 15일 | 15.6%          | 18.3%          | 16.3%        |        |
| 제8회  | 4월 16일 | 17.9%          | 21.7%          | 19.2%        |        |
| 제9회  | 4월 22일 | 16.7%          | 20.1%          | 19.0%        |        |
| 제10회 | 4월 23일 | 18.1%          | 23.1%          | 21.7%        |        |
| 제11회 | 4월 29일 | 15.2%          | 20.5%          | 18.7%        |        |
| 제12회 | 4월 30일 | 16.3%          | 19.6%          | 17.7%        |        |
| 제13회 | 5월 6일  | 15.1%          | 19.1%          | 17.5%        |        |
| 제14회 | 5월 7일  | 17.2%          | 20.4%          | 18.7%        |        |
| 제15회 | 5월 13일 | 14.7%          | 17.6%          | 15.7%        |        |
| 제16회 | 5월 14일 | 17.3%          | 20.0%          | 18.5%        |        |
| 제17회 | 5월 20일 | 14.2%          | 17.4%          | 16.6%        |        |
| 제18회 | 5월 21일 | 16.5%          | 19.8%          | 18.4%        |        |
| 제19회 | 5월 27일 | 15.8%          | 18.8%          | 18.6%        |        |
| 제20회 | 5월 28일 | 16.5%          | 20.2%          | 18.9%        |        |
| 제21회 | 6월 3일  | -              | 19.0%          | 17.8%        |        |
| 제22회 | 6월 4일  | 19.5%          | 20.0%          | 18.9%        |        |
| 제23회 | 6월 10일 | 15.1%          | 19.4%          | 18.0%        |        |
| 제24회 | 6월 11일 | 17.4%          | 21.0%          | 19.7%        |        |
| 제25회 | 6월 17일 | 15.3%          | 18.1%          | 16.8%        |        |
| 제26회 | 6월 18일 | 16.0%          | 20.2%          | 18.8%        |        |
| 제27회 | 6월 24일 | 13.1%          | 18.1%          | 16.6%        |        |
| 제28회 | 6월 25일 | 16.4%          | 21.7%          | 19.8%        |        |
| 제29회 | 7월 1일  | 13.7%          | 18.1%          | 17.3%        |        |
| 제30회 | 7월 2일  | 15.5%          | 21.0%          | 19.5%        |        |
| 제31회 | 7월 8일  | 14.4%          | 18.2%          | 17.0%        |        |
| 제32회 | 7월 9일  | 17.1%          | 21.5%          | 20.5%        |        |
| 제33회 | 7월 15일 | 15.6%          | 20.6%          | 19.5%        |        |
| 제34회 | 7월 16일 | 17.8%          | 22.7%          | 21.3%        |        |
| 제35회 | 7월 22일 | 16.9%          | 21.7%          | 20.5%        |        |
| 제36회 | 7월 23일 | 18.8%          | 23.9%          | 22.4%        |        |
| 제37회 | 7월 29일 | 14.7%          | 20.6%          | 19.9%        |        |
| 제38회 | 7월 30일 | 18.4%          | 22.8%          | 21.5%        |        |
| 제39회 | 8월 5일  | 16.3%          | 21.2%          | 19.9%        |        |
| 제40회 | 8월 6일  | 18.1%          | 22.8%          | 21.5%        |        |
| 제41회 | 8월 12일 | 15.5%          | 20.5%          | 18.5%        |        |
| 제42회 | 8월 13일 | 19.4%          | 23.8%          | 21.5%        |        |
| 제43회 | 8월 19일 | 17.3%          | 20.9%          | 19.4%        |        |
| 제44회 | 8월 20일 | 18.0%          | 22.0%          | 20.0%        |        |
| 제45회 | 8월 26일 | 16.7%          | 21.0%          | 19.7%        |        |
| 제46회 | 8월 27일 | 19.3%          | 23.3%          | 21.8%        |        |
| 제47회 | 9월 2일  | 17.2%          | 22.7%          | 20.5%        |        |
| 제48회 | 9월 3일  | 18.8%          | 23.6%          | 21.4%        |        |
| 제49회 | 9월 9일  | 16.6%          | 20.9%          | 19.1%        |        |
| 제50회 | 9월 10일 | 19.7%          | 22.9%          | 20.4%        |        |

## OST
- Part.1 김희재 - 그대 발길 머무는 곳에[3](2023년 3월 25일 발매)
- Part.2 노틸러스 - 으라차차(2023. 5. 20. 발매)
- Part.3 연경이 - 그대와의 노래(2023. 7. 1. 발매)

## 수상 경력
- 2023년 KBS 연기대상
  - 남자 인기상 : 안재현
  - 베스트 커플상 : 안재현&백진희
  - 장편드라마 부문 여자 우수상 : 백진희

## 참고 사항
- 본 드라마의 제목으로 사용된 '진짜가 나타났다!'에서 '진짜'는 극 중에서 등장하는 인물 오연두(백진희)가 혼전 임신으로 인한 뱃속 아기 태명에서 비롯된 말이다. '진짜'의 본 이름은 오하늘이며, 딸아이이다.
- 최대철은 2013년에 방영되어 2014년 종영된 KBS2 주말드라마 《왕가네 식구들》, 2018년에 방영된 KBS2 주말드라마 《같이 살래요》, 2021년 방영된 KBS2 주말드라마 《오케이 광자매》 이후 4번째 KBS 2TV 주말 드라마에 복귀하였다.
- 김혜옥과 홍요섭은 2012에 방영되어 2013년 종영된 KBS2 주말연속극 《내 딸 서영이》 이후 10년만에 재회하였다.
- 강부자와 홍요섭은 2016년에 방영된 SBS 주말드라마 《그래, 그런거야》 이후 6년 7개월만에 재회하였다.
- 《공주의 남자》 등의 KBS2 수목드라마와, 《힘내요 미스터 김》 등의 KBS1 일일연속극을 집필한 조정주 작가가 처음으로 집필하는 KBS2 주말드라마이다.
- 류진과 백진희는 SBS드라마 천만번 사랑해 이후로 13년 만에 만났다.
- 백진희, 차주영, 김창완, 최대철은 2017년에 방영되어 2018년에 종영된 KBS2 월화드라마 《저글러스》 이후 5년 2개월만에 재회하였다.
- 김혜옥과 김사권은 2019년에 방영된 KBS1 일일드라마 《여름아 부탁해》 이후 3년 5개월만에 재회하였다.
- 백진희와 최대철은 2015년 방영되어 2016년 종영된 MBC 주말 특별기획 드라마 《내 딸, 금사월》 이후로 7년 1개월만에 재회하였다.
- 김혜옥과 최대철은 2014년 방영된 MBC 주말드라마 《왔다! 장보리》 이후로 8년 5개월만에 재회하였다.
- 김혜옥은 2022년에 방영된 KBS2 주말드라마 《현재는 아름다워》 이후 6개월만에 복귀하였다.
- 윤주희는 2007년에 방영되어 2008년 종영된 KBS1 일일드라마 《미우나 고우나》 이후 14년 10개월만에 복귀하였다.
- 차화연은 2018년에 방영되어 2019년 종영된 KBS2 주말드라마 《하나뿐인 내편》, 2020년 방영된 KBS2 주말드라마 《한 번 다녀왔습니다》, 2021년에 방영되어 2022년 종영된 KBS2 주말드라마 《신사와 아가씨》 이후 4번째 KBS 2TV 주말 드라마에 복귀하였다.
- 선우재덕은 MBC 일일드라마 《마녀의 게임》이후 1개월만에 복귀하며, KBS1 일일드라마 《으라차차 내 인생》이후 8개월만에 복귀하였다.
- 공찬식 역으로 열연중인 홍요섭이 일신상의 이유로 15회를 끝으로 중도하차하게 됨으로써, 17회부터 50회까지 후임인 선우재덕이 공찬식 역으로 중도합류하게 되었다.
- 드라마가 전개되면서 시청자들이 공통적으로 요구된 사항은 김준하의 아이가 아니라 공태경의 아이이기를 바란다는 의견이 대부분을 차지한다.
- 2003년 방영된 KBS1 일일드라마 《노란 손수건》 (스토리, 세 남녀주인공의 관계, 갈등, 육아, 양육권 등), 2016년에 방영된 KBS2 주말드라마 《아이가 다섯》(육아), 2018년에 방영된 KBS2 주말드라마 《같이 살래요》(갈등)&《하나뿐인 내편》(두 남녀 주인공의 관계, 스토리, 갈등, 양육권 등), 2019년에 방영된 KBS2 주말드라마 《사랑은 뷰티풀 인생은 원더풀》(스토리), 2020년에 방영된 KBS2 주말드라마 《한 번 다녀왔습니다》(병원) 등에 이어 본작에서도 비슷한 전개 등이 이어지고 있다.

## 같이 보기
- 대한민국의 텔레비전 드라마 목록 (ㅈ)
- 2023년 대한민국의 텔레비전 드라마 목록